# 드레스
드레스(dress)는 여성용 의복으로, 속옷과 외투를 제외한 여성용 겉옷을 가리킨다.
기본형은 길과 스커트가 하나로 연결된 원피스로, 가슴선이 두드러지고 허리가 잘록하게 들어간다. 종류에는 원피스, 투피스, 포멀드레스, 애프터눈드레스, 이브닝드레스, 칵테일드레스, 디너드레스, 웨딩드레스, 엠파이어드레스, 튜닉드레스, 로브데콜테, 프린세스 드레스, 홀터드레스, 비치드레스 등이 있다.

## 같이 보기
- 디른들
- 바디콘 드레스(bodycon dress)
- 로리타 패션